# Селіштя (Мелая, Вилча)
Селіштя (рум. Săliștea) — село у повіті Вилча в Румунії. Входить до складу комуни Мелая.
Село розташоване на відстані 185 км на північний захід від Бухареста, 33 км на північний захід від Римніку-Вилчі, 117 км на північ від Крайови, 119 км на захід від Брашова.

## Населення
За даними перепису населення 2002 року у селі проживали 302 особи, усі — румуни. Усі жителі села рідною мовою назвали румунську.